# 吴定富
吴定富（1946年7月—），湖北武穴人；湖北大学成人教育学院中文系毕业。1972年4月加入中国共产党，是中共第十五届中纪委委员，第十六屆、十七届中央候補委员。曾任中国保险监督管理委员会主席。

## 生平
从湖北大学成人教育学院毕业后，吴定富被分配到湖北广济县第一中学任教；后又担任学校共青团委书记，县文教局副局长。由此，开始从政之路；曾历任中共广济县委宣传部副部长，副县长，县委书记、县长。1987年7月，出任中共湖北黄冈地区地委委员、行署副专员；后调任湖北省审计局副局长；1990年10月，升任审计局局长；1995年10月，调中央，出任国家审计署党组成员、中纪委驻审计署纪检组组长。
1997年9月，在中共十五大上，吴定富当选中共中央纪律检查委员会委员；1998年11月，出任中国保监会第一副主席；2000年1月，被增补为中纪委常委；2001年4月起，接替袁纯清，兼任中纪委秘书长。2002年10月，出任中国保监会主席；至2011年10月退休。
2008年10月，当选国际保险监督官协会执行委员。